# Javier Carnero
Javier Carnero Suárez (Arequipa, Provincia de Arequipa, Perú, 13 de julio de 1988) es un futbolista peruano que juega como mediocentro organizador y su equipo actual es Deportivo Estrella de Camaná.

## Selección nacional
Ha sido internacional con la Selección de fútbol sub-17 del Perú, con la que disputó la Copa Mundial de Fútbol Sub-17 de 2005 de Perú

## Trayectoria
Inició jugando por Deportivo Camaná en Copa Perú. Luego pasó por Sporting Cristal donde destacó en menores, hasta que fue ascendido al Primer equipo, sin embargo al no tener muchas oportunidades en el cuadro celeste decidieron darlo a préstamo al FBC Melgar donde estuvo 4 temporadas, por lo que en 2011 tuvo que recalar en José Gálvez FBC donde tuvo una gran campaña siendo Campeón de la Copa Inca y de la Segunda División formando un trío letal con el Paraguayo Garcete y con Miguel Silva.
En 2012 fue llamado por el Sportivo Huracán con el cual destacó en la Copa Perú marcando 10 goles, volviendo a formar un dúo de temer junto con Edgar Romaní, aquel año el equipo fue eliminado en octavos de final.
En 2013 tuvo una lesión en el partido de presentación del Sportivo Huracán ante Atlético Minero lo cual frenó su desempeño, tuvo una larga recuperación hasta que volvió a aparecer casi a fin de temporada ante Sport Victoria, jugando su último partido y marcando un gol en Segunda contra Caimanes.
En 2014 fichó por el Club Centro Deportivo Municipal saliendo campeón de la Segunda División, al año siguiente jugó por San Simón de Moquegua. Sin embargo por problemas económicos el club fue retirado del torneo. En 2016 volvió a Arequipa para jugar por Escuela Municipal Binacional.

## Clubes
| Club                    | País | Año         |
| ----------------------- | ---- | ----------- |
| FBC Melgar              | Perú | 2007 - 2010 |
| José Gálvez FBC         | Perú | 2011        |
| Sportivo Huracán        | Perú | 2012 - 2013 |
| Deportivo Municipal     | Perú | 2014        |
| San Simón               | Perú | 2015        |
| Deportivo Binacional    | Perú | 2016 - 2018 |
| Credicoop San Cristóbal | Perú | 2019 - 2020 |
| Futuro Majes            | Perú | 2021        |
| Deportivo Estrella      | Perú | 2022 -      |

## Palmarés
| Título           | Club                | País | Año  |
| ---------------- | ------------------- | ---- | ---- |
| Copa del Inca    | José Gálvez         | Perú | 2011 |
| Segunda División | José Gálvez         | Perú | 2011 |
| Segunda División | Deportivo Municipal | Perú | 2014 |
| Copa Perú        | EM Binacional       | Perú | 2017 |

### Distinciones individuales
| Distinción                                                                             | Año  |
| -------------------------------------------------------------------------------------- | ---- |
| Incluido en el equipo ideal de la Copa Perú según el portal periodístico DeChalaca.com | 2017 |